# 奧爾利采河畔科斯泰萊茨

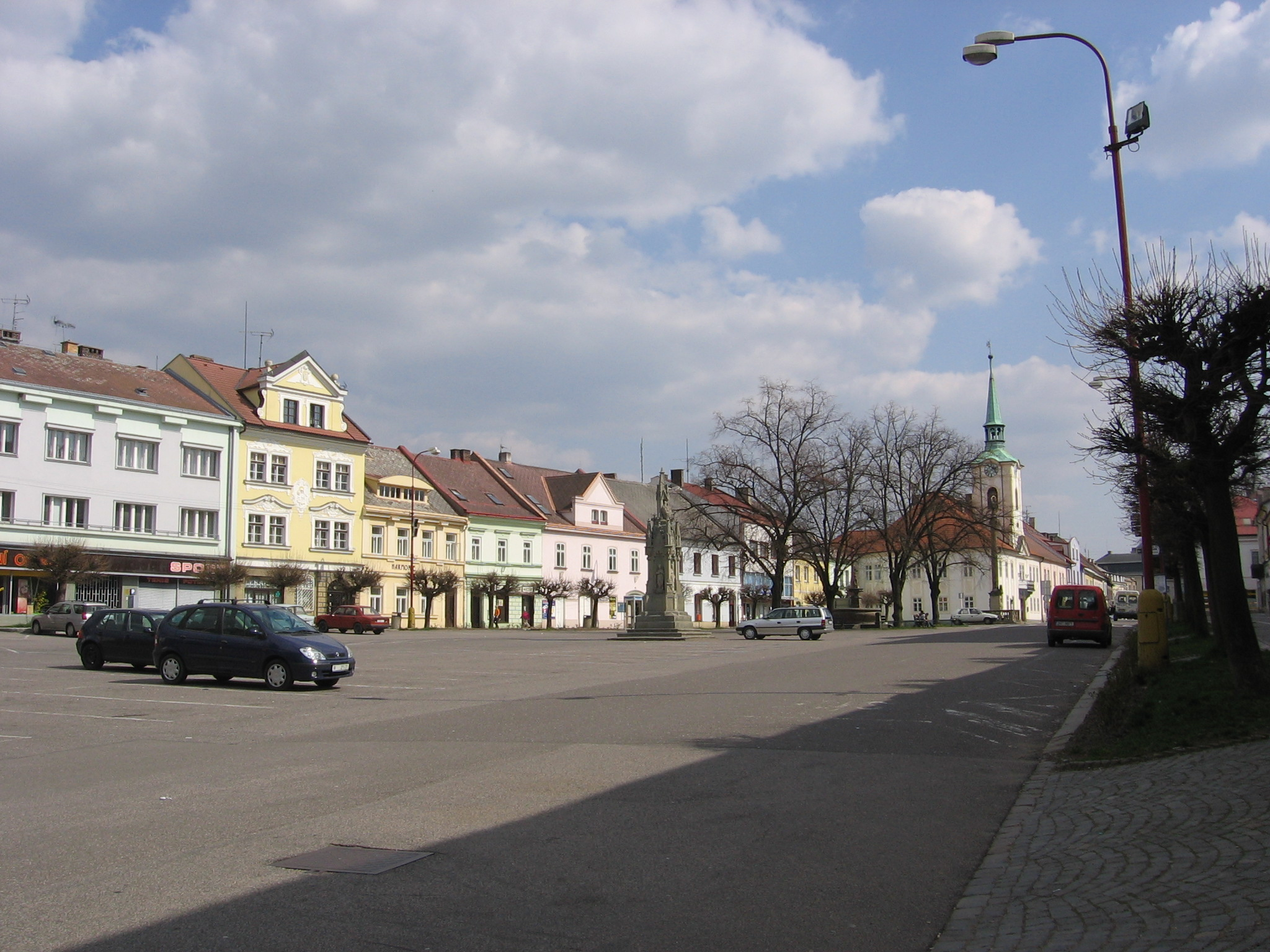

奧爾利采河畔科斯泰萊茨（捷克語：Kostelec nad Orlicí，發音：[ˈkostɛlɛts ˈnat orlɪtsiː]）是捷克赫拉德茨-克拉洛韋州的城鎮，位於該國北部，距離州府赫拉德茨-克拉洛韋29公里，面積26.18平方公里，海拔高度273米，2007年人口6,220。